# Brachyunguis rhei
Brachyunguis rhei är en insektsart. Brachyunguis rhei ingår i släktet Brachyunguis och familjen långrörsbladlöss. Inga underarter finns listade i Catalogue of Life.